# San Vicente (Ocotlán)
San Vicente es una localidad del estado mexicano de Jalisco. Es parte del municipio de Ocotlán.

## Toponimia
El nombre «San Vicente» hace referencia al santo patrono de la localidad: Vicente Ferrer.

## Demografía
| Gráfica de evolución demográfica |
|                                  |

| Censo | Población |
| ----- | --------- |
| 1960  | 575       |
| 1970  | 708       |
| 1980  | 873       |
| 1990  | 915       |
| 2000  | 1 027     |
| 2010  | 1 083     |
| 2020  | 1 184     |